# Listă de distribuții Linux care rulează din memorie operativă

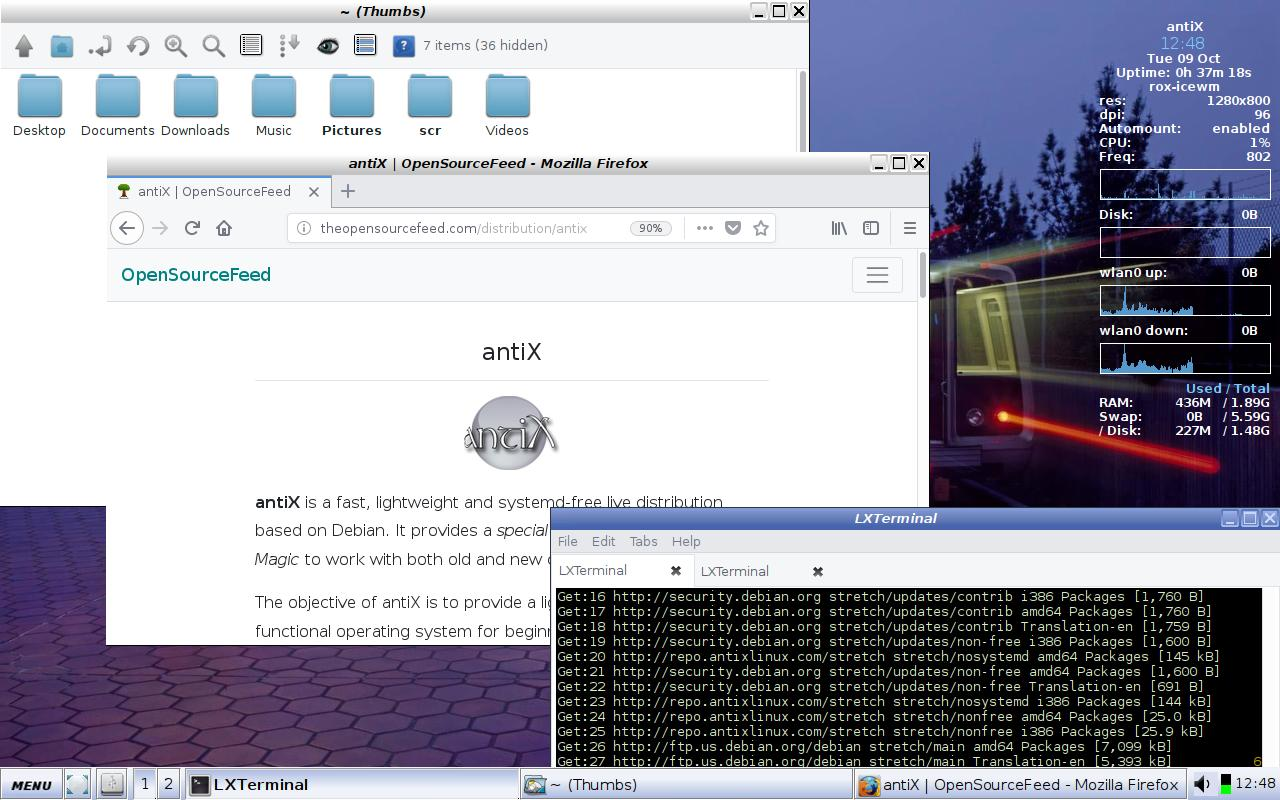
AntiX Linux

Aceasta este o listă de distribuții Linux care pot fi rulate totalmente din MAA (RAM în engleză) al calculatorului, ceia ce înseamnă că odată ce SO a fost încărcat în MAA, mediul de pe care a fost încărcat poate fi scos complet, și distribuția va rula CP (PC în engleză) doar din MAA.

## Tabel
| Distribuția                                                                            | Bazat pe         | MAA necesar                                         | dispozitivul de instalare/mărimea necesară |
| -------------------------------------------------------------------------------------- | ---------------- | --------------------------------------------------- | ------------------------------------------ |
| Alpine Linux                                                                           | Independent      | sistemul de bază utilizează mai puțin de 64 MB      | CD – Memorie USB – HDD                     |
| antiX Linux                                                                            | Debian           | 256 MB                                              | CD – Memorie USB – HDD                     |
| AUSTRUMI                                                                               | Slackware        | mai puțin de 100 MB                                 | CD – DVD – Memorie USB                     |
| CoreOS                                                                                 | Independent      | 2048 MB                                             | Memorie USB – HDD                          |
| Grml                                                                                   | Debian           | 256 MB (necesar), 512 MB (sau mai mult, recomandat) | CD – Memorie USB – HDD                     |
| Kanotix                                                                                | Debian & Knoppix | 1024 MB                                             | CD – DVD – Memorie USB – HDD               |
| Knoppix                                                                                | Debian           | 1024 MB                                             | CD – DVD – Memorie USB – HDD               |
| Lightweight Portable Security (LPS), acum cunoscut ca Trusted End Node Security (TENS) | Arch Linux       | 1024 MB (de bază), 1.5 GB (deluxe)                  | CD – Memorie USB                           |
| Macpup                                                                                 | Puppy            | 164 MB                                              | CD – Memorie USB                           |
| Nanolinux                                                                              | Tiny Core Linux  | 64 MB                                               | CD – DVD – Memorie USB – HDD               |
| Parted Magic                                                                           | Independent      | 175 MB – 312 MB                                     | CD – DVD – Memorie USB – HDD               |
| PCLinuxOS                                                                              | Mandriva         | 1024 MB                                             | CD – DVD – Memorie USB – HDD               |
| Porteus                                                                                | Slackware        | 512 MB                                              | CD – DVD – Memorie USB                     |
| Puppy Linux                                                                            | Independent      | 64 MB (necesar), 256 MB (recomandat)                | CD – DVD – Memorie USB – HDD               |
| Slax                                                                                   | Debian           | 512 MB                                              | CD – DVD – Memorie USB – HDD               |
| SliTaz                                                                                 | Independent      | 192 MB (48 MB pentru ediția de bază)                | CD – DVD – Memorie USB – HDD – Dischetă    |
| Arch Linux                                                                             |                  | 400 MB                                              | CD – DVD – Memorie USB – HDD               |
| Tails                                                                                  | Debian           | 2048 MB (recomandat)                                | DVD – Memorie USB – Secure Digital         |
| Tin Hat Linux                                                                          | Hardened Gentoo  | 4096 MB                                             |                                            |
| Tiny SliTaz                                                                            | SliTaz           | 4 MB                                                | CD – DVD – Memorie USB – HDD – Dischetă    |
| Tiny Core Linux                                                                        | Independent      | 46 MB                                               | HDD – CD                                   |